# Behbahan
Behbahan (perz. بهبهان) je grad u pokrajini Huzestan na jugozapadu Irana. Prema popisu stanovništva iz 2006. godine u Behbahanu je živjelo 101.178 ljudi.

## Zemljopisne značajke
Behbahan je zemljopisno smješten u dolini rijeke Marun, oko 170 km jugoistočno od pokrajinskog sjedišta Ahvaza, 100 km istočno od Mahšahera, te 50 km sjeveroistočno od obale Perzijskoga zaljeva. Plodna dolina se usporedno s masivom Zagros proteže duljinom od 30-ak km u smjeru sjeverozapad – jugoistok, a poprečna širina joj je najviše 10 km. Područjem oko grada prevladava vruća pustinjska klima (BWh) i temperature se kreću od 0 °C do 50 °C.

## Povijest
Behbahan se ne spominje ni u jednom povijesnom tekstu prije vladavine Timura odnosno 14. stoljeća. Prvotno se razvijao kao ruralno naselje 10-ak km južno od Aradžana, važnog povijesnog grada čije se ruševine danas prostiru uz Marun na oko 4,0 km². Nakon razarajućih mongolskih prodora, Aradžanovi stanovnici naselili su obližnji Behbahan čime započinje njegov urbani razvoj. U dolini oko grada pronađen je niz arheoloških lokaliteta koji se nadnjevaju od posljednjeg razdoblja Elama nadalje. Za vrijeme vladavine Mozafaradin-šaha oko Behbahana su izgrađeni kanati i kanali za vodoopskrbu, a 1949. izgrađen je i veliki tunel za dovod vode iz Maruna koji služi za navodnjavanje. Oko 15 km sjeveroistočno od Behbahana podignuta je i Marunska brana.

## Četvrti
Četvrti starog dijela grada su Masdžid-e Bardi, Pahlavanan, Karvansara, Gačpazan, Šah-Fazl, Sadat, Lab-e Ab, Darviš, Sabzpušan, Tahtkašan, Mohseniha, Memarha, Malahan, Govd-e Čahak, Govd-e Bakal, Mejdan, Horasaniha, Aga Pir Hajdar, Bazar-e Nov, Mahal-e Pir, Ahangarha, Bu-Aliha i Darvišha, a nove četvrti uključuju Čamanak, Šaher-e Nov, Dul-Fekari, Falaka-je Bid-e Boland i Pol-e Kaem.

## Gospodarstvo
Tijekom 1980-ih godina približno 60 % stanovnika Behbahanskog okruga bilo je zaposleno u poljoprivredi, a ostatak od 40 % u industrijskom i uslužnom sektoru. U okolici grada postojalo je 45.000 ha poljoprivrednih površina od čega je 15.000 ha navodnjavano. Godišnja proizvodnja 1985. uključivala je 52.500 tona pšenice i ječma, 28.000 tona datulja, 1220 tona riže i 250 tona sezama. Na zapadu okruga aktivna je industrija nafte i prirodnog plina, dok se u samom gradu nalazi velika cementara. Stanovništvo je tradicionalno bavi i proizvodnjom kvalitetnih tepiha koji se u velikim količinama izvoze u Kuvajt i UAE. Izvoz dobara dugo se vremena vršio preko Ahvaza, no izgradnjom prometnica danas se industrijski i poljoprivredni proizvodi uglavnom izvoze preko luka u Bandar-e Dejlamu i Bušeheru.

## Promet
Kroz Behbahan prolaze dvije državne prometnice: cesta 45 koja ga povezuje s Ramhormuzom na sjeverozapadu i lučkim Bandar-e Dejlamom odnosno obalom Perzijskog zaljeva na jugu, te cesta 86 s Omidijom i Ahvazom na sjeverozapadu odnosno Gačsaranom i Širazom na jugoistoku. Manjim mjesnim cestama povezan je i s ruralnim naseljima na sjeveroistoku. Najbliže zračne luke Behbahanu su Bahregan i Mahšaher.

## Veze
- Huzestan